# Rungis
Rungis is een gemeente in het Franse departement Val-de-Marne (regio Île-de-France) en telt 5424 inwoners (1999). De plaats maakt deel uit van het arrondissement L'Haÿ-les-Roses. In Rungis bevindt zich de grootste voedselgroothandel in de regio-Parijs.

## Geografie
De oppervlakte van Rungis bedraagt 4,2 km², de bevolkingsdichtheid is 1291,4 inwoners per km².
De onderstaande kaart toont de ligging van Rungis met de belangrijkste infrastructuur en aangrenzende gemeenten.

## Demografie
Onderstaande figuur toont het verloop van het inwonertal (bron: INSEE-tellingen).

## Afbeeldingen

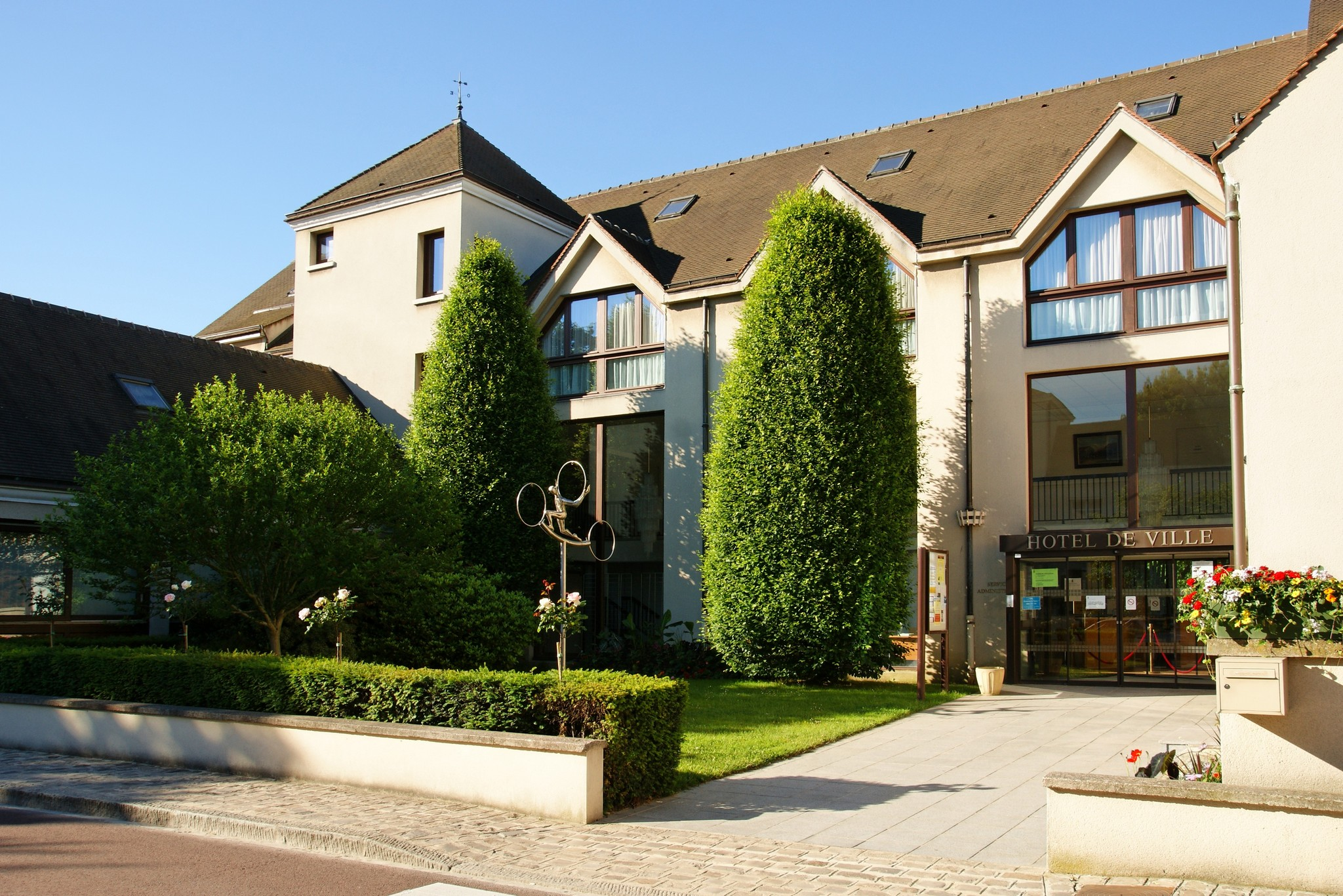
Gemeentehuis
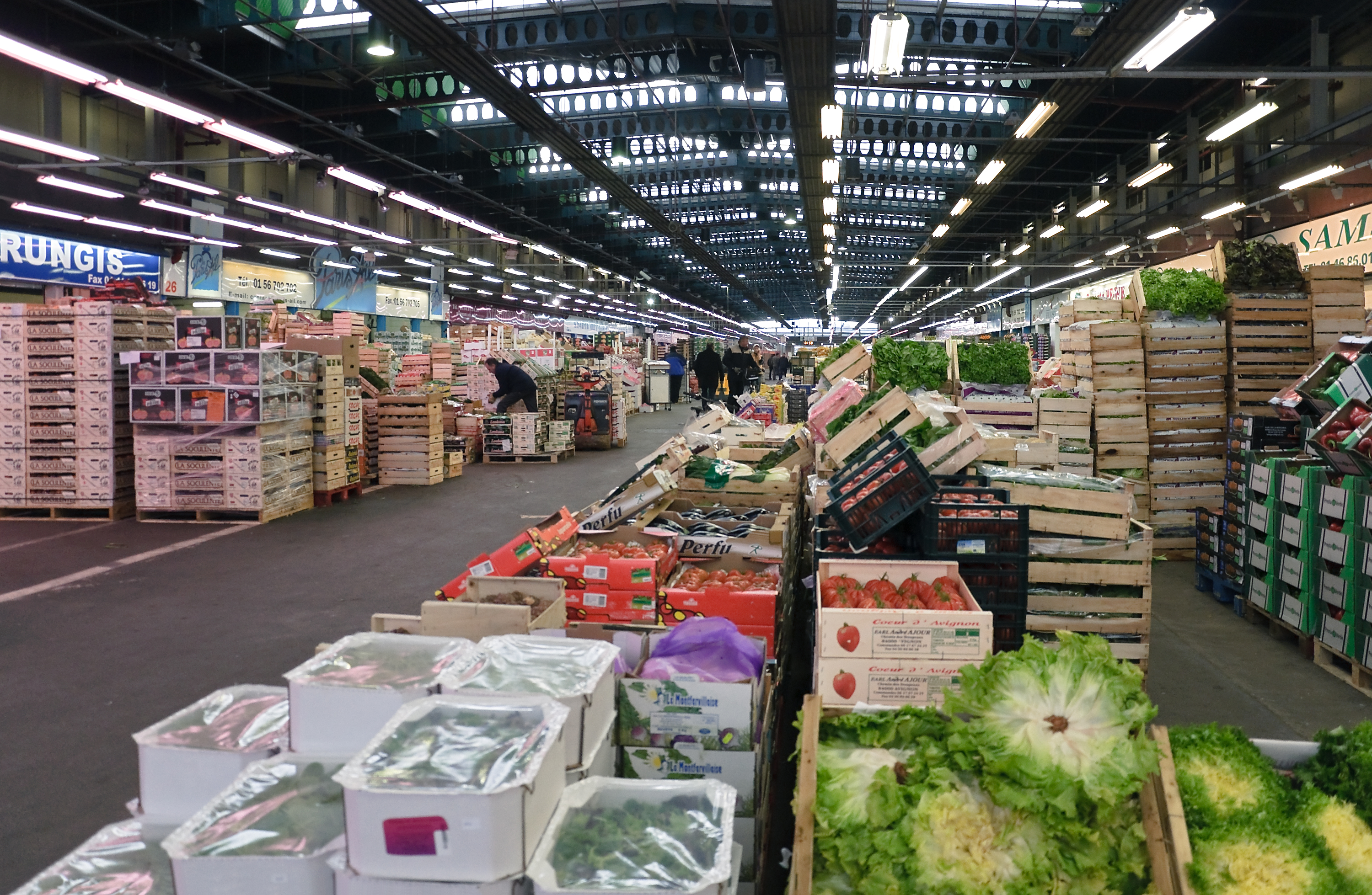
Markthallen
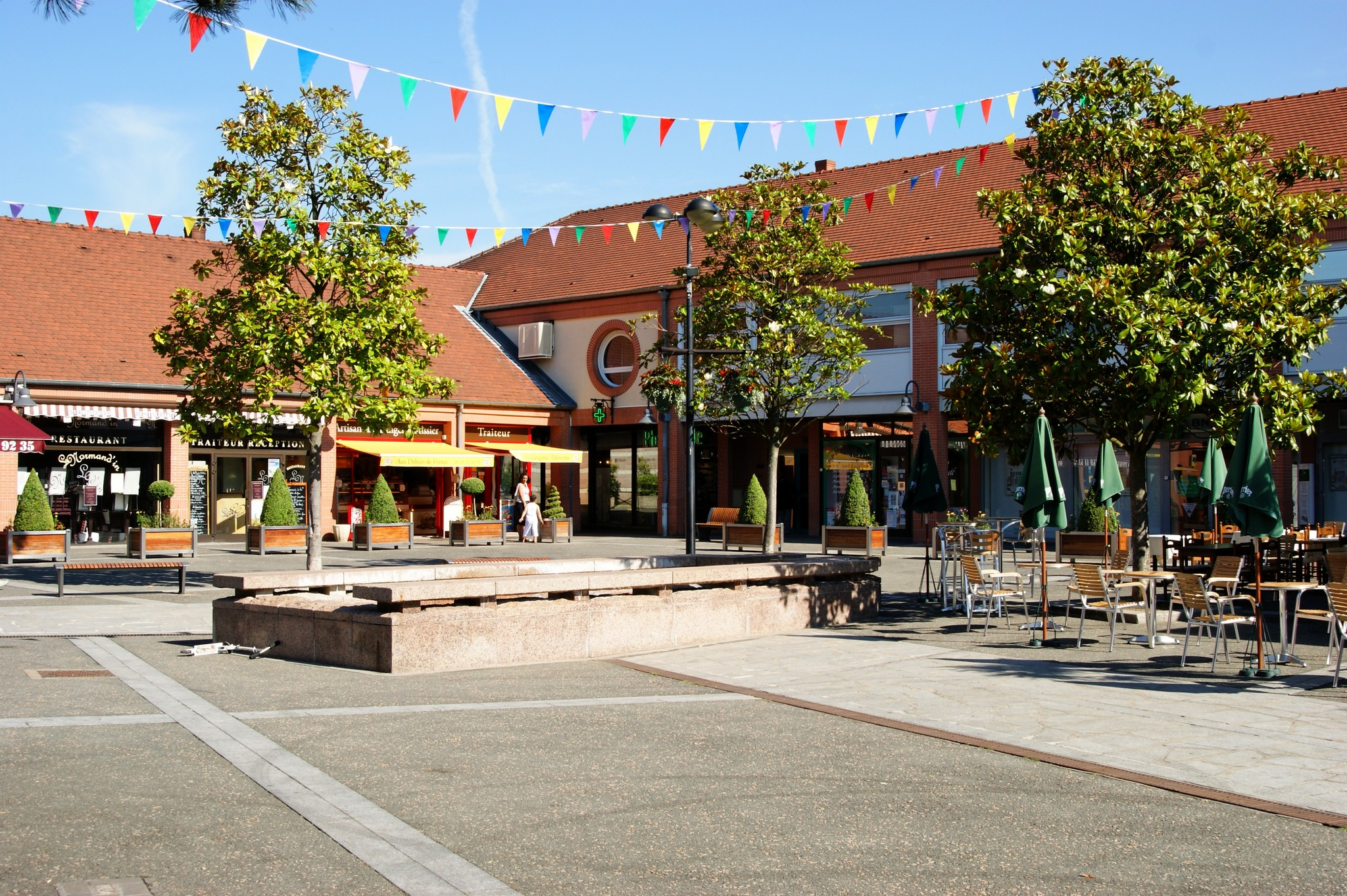
Place Louis XIII